# Formel 3000 1990
Formel 3000 1990 vanns av Érik Comas.

## Delsegrare
| Datum        | Bana           | Vinnare           |
| ------------ | -------------- | ----------------- |
| 22 april     | Donington Park | Érik Comas        |
| 19 maj       | Silverstone    | Allan McNish      |
| 4 juni       | Pau            | Eric van de Poele |
| 17 juni      | Jarama         | Érik Comas        |
| 24 juni      | Monza          | Érik Comas        |
| 22 juli      | Pergusa        | Gianni Morbidelli |
| 28 juli      | Hockenheim     | Eddie Irvine      |
| 19 augusti   | Brands Hatch   | Allan McNish      |
| 27 augusti   | Birmingham     | Eric van de Poele |
| 23 september | Le Mans        | Érik Comas        |
| 7 oktober    | Nogaro         | Eric van de Poele |

## Slutställning
| Plats | Förare              | Poäng |
| ----- | ------------------- | ----- |
| 1     | Érik Comas          | 51    |
| 2     | Eric van de Poele   | 30    |
| 3     | Eddie Irvine        | 27    |
| 4     | Allan McNish        | 26    |
| 5     | Gianni Morbidelli   | 20    |
| 6     | Marco Apicella      | 20    |
| 7     | Andrea Chiesa       | 18    |
| 8     | Andrea Montermini   | 13    |
| 9     | Jean-Marc Gounon    | 11    |
| 10    | Fabrizio Giovanardi | 10    |